# Vlag van Lommel
De vlag van Lommel werd door de gemeenteraad op 26 januari 1981 officieel vastgesteld als de gemeentelijke vlag van de Belgisch Limburgse gemeente Lommel. Op 9 juli 1981 werd hij door het koninklijk besluit bevestigd en uiteindelijk gepubliceerd op 3 oktober 1981 en opnieuw op 4 januari 1995 in het officiële Belgisch Staatsblad.
Officieel wordt de vlag beschreven als:
Blauw met een eik op een losse grond, aan weerszijden vergezeld van een grazend schaap, alles van geel.
De vlag is volledig gebaseerd op het gemeentewapen en ziet er dus helemaal hetzelfde uit.

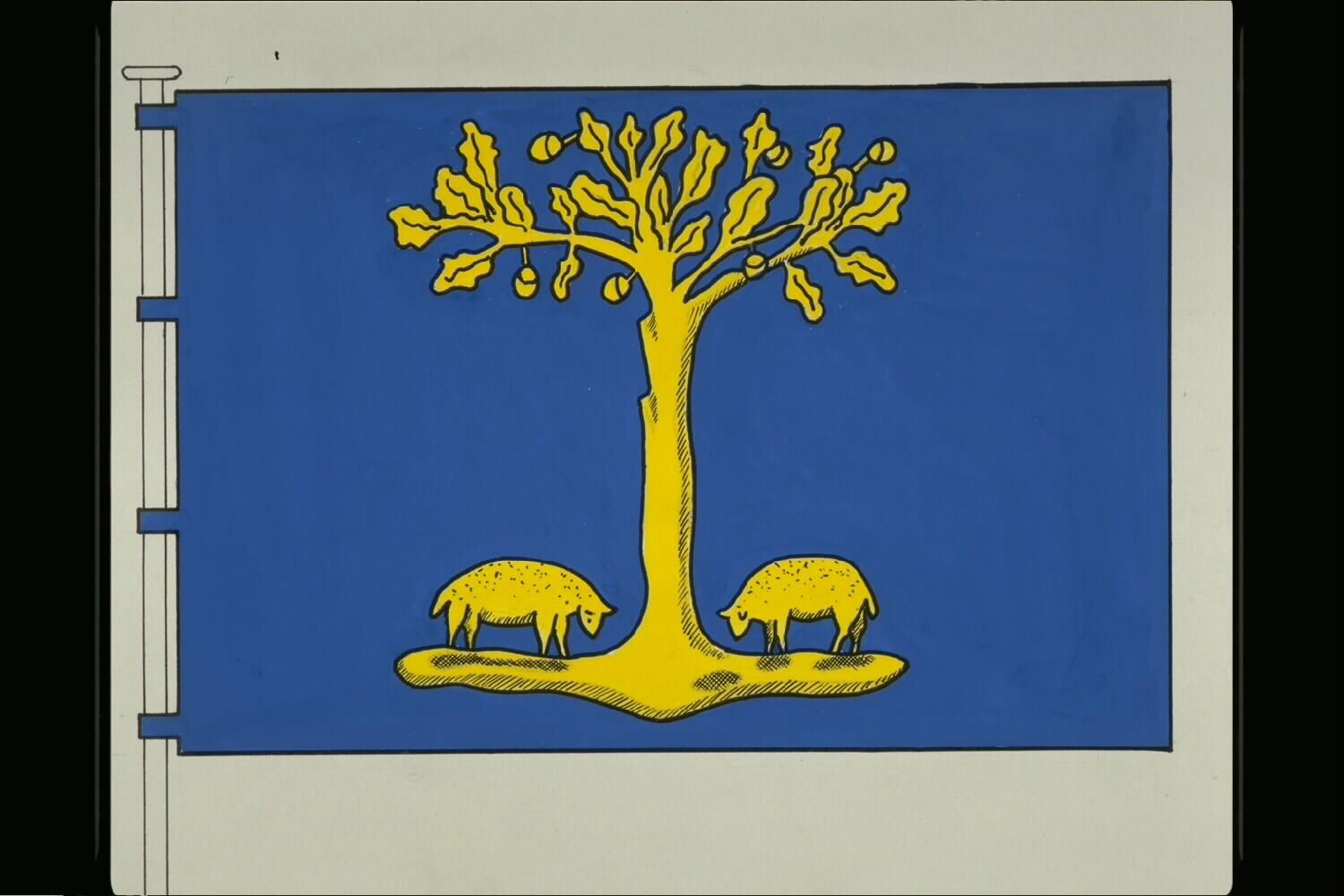
Officiële tekening van de vlag